# Bulbaeolidia
Bulbaeolidia is een geslacht van weekdieren uit de klasse van de Gastropoda (slakken).

## Soorten
- Bulbaeolidia alba (Risbec, 1928)
- Bulbaeolidia japonica (Eliot, 1913)
- Bulbaeolidia oasis Caballer & Ortea, 2015
- Bulbaeolidia sulphurea Caballer & Ortea, 2015